# 조선민주주의인민공화국의 부총리
부총리(副總理)는 내각에서 특별히 위임하는 사무를 처리하는 정무직 공무원이다.
특정 부처의 상이나 위원장이 겸임할 수 있으나, 주로 해당 정부의 주요 시책 담당 부서장이 겸직한다. 북한내 서열 6위에 해당된다.

## 역대 부총리

### 1기
- 박헌영, 1948년 9월 2일 ~ 1951년 1월 30일, 외무상 겸직
- 홍명희, 1948년 9월 2일 ~ 1951년 1월 30일
- 김책, 1948년 9월 2일 ~ 1951년 1월 30일

### 2기
- 박헌영, 1951년 1월 30일 ~ 1953년 3월 31일
- 홍명희, 1951년 1월 30일 ~ 1953년 3월 31일
- 허가이, 1951년 11월 ~ 1953년 3월 31일
- 최창익, 1952년 ~ 1953년 3월 31일

### 3기
- 최창익, 1953년 3월 31일 ~ 1954년 3월 22일
- 홍명희 1953년 3월 31일 ~ 1954년 3월 22일
- 정준택 1953년 3월 31일 ~ 1954년 3월 22일

### ?
- 최창익, 1954년 3월 23일 ~ 1956년 9월, 재정상 겸직
- 박창옥, 1954년 3월 23일  - 1956년 9월, 내각 국가계획위원회 위원장 겸직
- 김일, 1954년 3월 23일  - 1956년 9월, 농업상 겸직
- 정일룡 1954년 3월 23일 ~ , 중공업상 겸직
- 박의완 1954년 3월 23일 ~ , 경공업상 겸직
- 홍명희 1954년 3월 23일 ~ 1956년 9월

### 4기
- 김일, 1956년 9월 - 1957년 9월 20일
- 정일룡, 1956년 9월 - 1957년 9월 20일
- 남일, 1956년 9월 - 1957년 9월 20일
- 박의완, 1956년 9월 - 1957년 9월 20일
- 정준택, 1956년 9월 - 1957년 9월 20일
- 최용건, 1956년 9월 - 1957년 9월 20일
- 홍명희, 1956년 9월 - 1957년 9월 20일

### 5기
- 김일, 1957년 9월 20일 ~ 1958년 10월 5일
- 정일룡, 1957년 9월 20일 ~ 1958년 10월 5일
- 남일, 1957년 9월 20일 ~ 1958년 10월 5일
- 박의완, 1957년 9월 20일 ~ 1958년 10월 5일
- 정준택, 1957년 9월 20일 ~ 1958년 10월 5일
- 최용건, 1957년 9월 20일 ~ 1958년 10월 5일
- 홍명희, 1957년 9월 20일 ~ 1958년 10월 5일

### 6기
- 김일, 1958년 10월 6일 ~ 1962년 10월 23일
- 정일룡, 1958년 10월 6일 ~ 1962년 10월 23일
- 남일, 1958년 10월 6일 ~ 1962년 10월 23일
- 박의완, 1958년 10월 6일 ~ 1962년 10월 23일
- 정준택, 1958년 10월 6일 ~ 1962년 10월 23일
- 최용건, 1958년 10월 6일 ~ 1962년 10월 23일
- 홍명희, 1958년 10월 6일 ~ 1962년 10월 23일
- 박수완(朴壽玩), 1958년 10월 6일 ~ 1961년 4월 13일
- 리종옥, 1960년 ~ 1962년 10월 23일

### 7기
- 김일, 1962년 10월 23일 ~ 1965년
- 김광협, 1962년 10월 23일 ~ 1965년
- 김창만, 1962년 10월 23일 ~ 1965년
- 정일룡, 1962년 10월 23일 ~ 1972년 10월 2일
- 남일, 1962년 10월 23일 ~ 1965년
- 리주연, 1962년 10월 23일 ~ 1972년 10월 2일
- 정준택, 1962년 10월 23일 ~ 1972년 10월 2일
- 리종옥, 1962년 10월 23일 ~ 1965년
- 고혁, 1962년 10월 23일 ~ 1967년

### 8기
- 김일, 1965년 ~ 1972년 10월 2일
- 남일, 1965년 ~ 1967년 12월 27일
- 김창만 1965년 ~ 1966년 5월
- 김광협 1965년 ~ 1970년
- 정준택, 1965년 ~ 1967년 12월 27일
- 김만금, 1965년 ~ 1967년 12월 27일
- 정일룡, 1965년~ 1967년 12월 27일
- 남일, 1965년~ 1967년 12월 27일
- 리주연, 1965년~ 1967년 12월 27일
- 정준택, 1965년~ 1967년 12월 27일
- 리종옥, 1965년~ 1967년 12월 27일
- 박금철, 1967년 1월 ~ 1967년 3월
- 최현, 1965년 ~ 1967년 12월 27일, 58~68년 체신상 겸직
- 박성철, 1966년 10월 18일 - 1972년 10월, 1967년 12월 1일부터 내무상 겸직

### 9기
- 박성철 1967년 12월 28일 ~ 1970년 7월, 58~68년 체신상 겸직
- 정준택 1967년 12월 28일 ~ 1970년 7월
- 김만금 1967년 12월 28일 ~ 1970년 7월
- 최재우 1967년 12월 28일 ~ 1970년 7월
- 남일 1967년 12월 28일 ~ 1970년 7월
- 홍원길 1967년 12월 28일 ~ 1970년 7월
- 정일룡,  1967년 12월 28일 ~ 1970년 7월
- 리주연,  1967년 12월 28일 ~ 1970년 7월
- 리종옥, 1967년 12월 28일 ~ 1970년 7월

### 10기
- 박성철 1970년 7월 ~ 1972년 10월 2일, 58~68년 체신상 겸직
- 정준택 1970년 7월 ~ 1972년 10월 2일
- 김만금 1970년 7월 ~ 1972년 10월 2일
- 최재우 1970년 7월 ~ 1972년 10월 2일
- 남일 1970년 7월 ~ 1972년 10월 2일
- 홍원길 1970년 7월 ~ 1972년 10월 2일
- 정일룡, 1970년 7월 ~ 1972년 10월 2일
- 리주연, 1970년 7월 ~ 1972년 10월 2일
- 리종옥, 1970년 7월 ~ 1972년 10월 2일
- 허담(許錟), 1970년 ~ 1972년 10월 2일, 외무상 겸직

### ?
- 남일, 1972년 10월 2일 ~ 1976년 3월 7일
- 리종옥, 1972년 10월 2일 ~ 1976년 3월 7일
- 허담(許錟), 1972년 10월 2일 ~ 1976년 3월 7일, 외무상 겸직
- 김만금(金萬金), 1972년 12월 2일 ~ 1973년 9월, 농업위원회 위원장직 겸직
- 박성철(朴成哲), 1972년 10월 2일 - 1976년 4월 29일, 인민봉사위원회 위원장직 겸직
- 홍원길(洪元吉), 1972년 10월 2일 ~ 1976년 3월 6일,
- 정준기(鄭準基), 1972년 10월 2일 ~ 1976년 3월 7일
- 정준택(鄭準澤), 1972년 10월 2일 ~ 1976년 3월 7일
- 최재우(崔載羽),  1972년 10월 2일 ~  1976년 3월 6일, 국가계획위원장 겸직(72.12~73.9)
- 홍성남, 1973년 9월 ~ 1976년 3월 6일, 국가계획위원장 겸직(73.9~)
- 홍석형, 1973년 ~ 1976년 3월 6일,
- 공진태(孔鎭泰), 1975년 6월 26일 ~ 1976년 3월 6일, 전 정무원 사무총장
- 김영주(金英柱), 1974년 2월 15일 ~ 1976년 3월 6일, 남북조절위평양측공동위원장, 조선로동당 조직지도부장 겸직
- 리근모(李根模), ~  1976년 3월 6일, 정치위원 겸직

- 강성산(姜成山), 1976년 1월 ~ 1976년 12월 11일, 철도성상 겸직
- 리종옥(李鍾玉), 1976년 3월 7일 ~ 1976년 12월 11일, 중공업위원회 위원장
- 계응태(桂應泰), 1976년 3월 7일 ~ 1976년 12월 11일, 내각 무역부장
- 공진태(孔鎭泰), 1976년 3월 7일 ~ 1976년 12월 11일
- 정준기(鄭準基), 1976년 3월 7일 ~ 1976년 12월 11일
- 홍원길(洪元吉), 1976년 3월 7일 ~ 1976년 5월 18일,
- 홍성남, 1976년 3월 7일 ~ 1976년 12월 11일
- 허담(許錟) 1976년 3월 7일 ~ 1976년 12월 11일
- 김영주(金英柱), 1976년 3월 7일 ~ 1976년 12월 11일
- 리근모(李根模), 1976년 3월 7일 ~ 1976년 12월 11일, 정치위원 겸직
- 최재우, 1976년 3월 7일 ~ 1976년 12월 11일
- 홍석형, 1976년 1월 ~ 1976년 12월 11일,

- 김영주(金英柱), 1976년 12월 12일 ~ 1977년 12월 15일
- 계응태(桂應泰), 1976년 12월 12일 ~ 1977년 12월 15일, 무역부장 겸직, 국방위원, 정치위원 겸직
- 리종옥(李鍾玉), 1976년 12월 12일 ~ 1977년 12월 15일, 총리로 승진
- 허담(許錟), 1976년 12월 12일 ~ 1977년 12월 15일, 외무상 겸직
- 공진태(孔鎭泰), 1976년 12월 12일 ~ 1977년 12월 15일
- 정준기(鄭準基), 1976년 12월 12일 ~ 1977년 12월 15일
- 리근모(李根模), 1976년 12월 12일 ~ 1977년 12월 15일, 기계공업위원장 겸직
- 강성산(姜成山), 1977년 10월 - 1977년 12월 14일

- 홍성남, 1977년 ~ 1982년 11월, 국가계획위원장 겸직
- 계응태(桂應泰), 1977년 12월 15일 ~ , 중공업위 위원장, 국방위원, 정치위원 겸직
- 허담(許錟), 1977년 12월 15일 ~ 1983년 12월 28일, 외무상 겸직
- 정준기, 1977년 12월 15일 ~
- 강성산(姜成山), 1977년 12월 15일 ~ 1979년 5월, 제1부총리로 승진
- 공진태(孔鎭泰), 1977년 12월 15일 ~ 1985년 10월 1일, 무역위원장 겸직, 인민봉사위원장으로 전출
- 허정숙(許貞淑), 1977년 12월 15일 ~ 1981년 11월
- 리근모(李根模), 1977년 12월 15일 ~ 1983년, 기계공업위원장 겸직
- 강희원(姜希源), 1978년 3월 ~ , 평양시 인민위원장 역임
- 김만금, 1978년 ~ 1984년, 평양시 인민위원회 위원장 겸직
- 윤기복(尹基福), 1978년 ~ 1983년 6월 20일, 당 경제담당비서 겸직, 평양시 인민위원장으로 전출
- 로태석(盧泰錫), ? ~ 1979년 12월 31일, 사고로 사망

- 강성산(姜成山), 1979년 5월 ~ 1982년 4월, 철도부장 겸직, 제1부총리로 승진
- 김경연(金敬連 다른 이름은 경연(炅煉)), 1980년 1월 ~ 재정상 겸직
- 홍성룡(洪成龍), 1981년 1월 ~ ,
- 김복신(金福信), ? ~ 1982년 4월, 경공업위원장 겸직
- 림춘추(林春秋), 1977년 12월 15일 ~ 1983년 1월 6일, 정치국원 겸임
- 김일(金一), 1981년 ~ 1983년 1월 6일, 제1부주석직 겸직
- 최광(崔光), 1981년 3월 - 1982년 4월, 수산위원회 위원장 겸직

- 김경연(金敬連 다른 이름은 경연(炅煉)), 1982년 4월 ~ 재정상 겸직
- 홍성룡(洪成龍), 1982년 4월 ~ ,
- 김복신(金福信), 1982년 4월 ~ 1985년 10월 1일, 경공업위원장 겸직
- 최광(崔光), 1982년 4월 - 1984년 1월 26일, 수산위원회 위원장 겸직
- 강성산(姜成山), 1982년 4월 - 1984년 1월
- 최영림, 1983년 12월 - 1984년 2월, 제1부총리로 승진
- 연형묵, 1983년 ~ 1985년 10월 1일, 제1부총리로 승진

- 최광, 1984년 1월 26일 - 1986년 12월 28일, 수산위원회 위원장 겸직
- 김환(金渙), 1983년 6월 15일 - 1986년 12월 28일, 당 중앙위원회 과학,교육담당 비서 겸직
- 리근모(李根模), 1983년 ~ 1986년 12월 28일, 29일 총리로 승진
- 김영남(金永南), 1983년 12월 28일 ~ 1986년 12월 28일, 외무상 겸직
- 안승학, 1985년 10월 2일 ~ 1986년 12월 28일, 당 비서, 경공업위원장 겸직
- 김복신, 1985년 10월 2일 ~ 1986년 12월 28일, 무역위원장 겸직
- 공진태, 1985년 10월 2일 ~ 1986년 12월 28일, 인민봉사위원장 겸직
- 홍성남, 1986년 2월 ~ 1986년 12월 28일, 국가계획위원장 겸직
- 강성산(姜成山), 1984년 1월 26일 ~ 1986년 12월 28일, 당 서기로 전출
- 리종옥, 1984년 1월 26일 ~ 1986년 12월 28일, 제1부주석직 겸직

- 최광, 1986년 12월 29일 - 1988년 2월 12일, 수산위원회 위원장 겸직
- 김환(金渙), 1986년 12월 29일 - , 당 중앙위원회 과학,교육담당 비서 겸직
- 김영남(金永南), 1986년 12월 29일~ 1989년 3월, 외무상 겸직
- 안승학, 1986년 12월 29일~ 1989년 3월, 당 비서, 경공업위원장 겸직
- 김복신, 1986년 12월 29일~ 1989년 3월, 무역위원장 겸직
- 공진태, 1986년 12월 29일~ 1989년 3월, 인민봉사위원장 겸직
- 홍성남, 1986년 12월 29일~ 1989년 3월, 국가계획위원장 겸직

- 홍성남, 1989년 3월 ~ 1997년 2월, 국가계획위원장 겸직
- 김영남, 1989년 3월~ 1994년 2월
- 강희원, 1989년 4월 ~ 1990년 5월, 조평통 부위원장 겸직

- 김달현, 1990년 5월 ~ 1992년 12월 정무원 부총리
- 강희원, 1990년 5월 - 1992년 12월
- 최영림, 1990년 5월 - 1992년 12월, 국가계획위원회 위원장 겸직

- 김달현, 1992년 12월 ~ 1997년, 국가 계획 위원회 위원장, 조선로동당 정치국 후보위원 겸직
- 강희원, 1992년 12월 ~ 1994년 7월 28일, 최고인민회의 제9기 대의원
- 최영림, 1992년 12월 ~ 1997년, 금속공업부 부장 겸직
- 김영남, 1994년 2월 ~ 1997년

- 최영림, 1997년 ~ 1998년 9월 4일
- 김영남, 1997년 ~ 1998년 9월 4일
- 김달현, 1997년 ~ 1998년 9월 4일 국가 계획 위원회 위원장, 조선로동당 정치국 후보위원 겸직

- 김달현, 1998년 9월 1일 - 2000년
- 최영림, 1998년 9월 1일 - 2003년 9월
- 곽범기, 1998년 9월 1일 - 2003년 9월
- 오수영, 1998년 9월 1일 - 2003년 9월
- 조창덕, 1998년 9월 1일 - 2003년 9월

- 최영림, 2003년 9월 -2009년 4월
- 곽범기, 2003년 9월- 2009년 4월
- 오수영, 2003년 9월- 2009년 4월
- 로두철, 2003년 9월 - 2009년 4월
- 태종수, 2003년 9월 - 2009년 4월
- 전승훈, 2003년 9월 - 2009년 4월 9일

- 로두철, 2009년 4월 9일 - 2010년 6월 3일, 국가계획위원장직 겸직
- 태종수, 2009년 4월 9일 ~ 2010년 6월 3일
- 최영림, 2009년 4월 9일 - 2010년 6월 3일
- 곽범기, 2009년 4월 9일 - 2010년 6월 3일
- 오수용, 2009년 4월 9일 - 2010년 6월 3일
- 박수길, 2009년 9월 ~  2010년 6월 3일, 재정상 겸직
- 박명선, 2009년 9월 4일 ~ 2010년 6월 3일, 해임

- 로두철, 2010년 6월 4일 ~
- 강능수, 2010년 6월 4일 ~
- 김락희, 2010년 6월 4일 ~
- 태종수, 2010년 6월 4일 ~
- 리태남, 2010년 6월 4일 ~
- 박수길, 2010년 6월 4일 ~ , 재정상 겸직
- 한광복, 2010년 6월 4일 ~ , 전자공업상 겸직
- 전승훈, 2010년 6월 4일 ~ 2012년 3월, 금속공업상 겸직
- 조병주, 2010년 6월 4일 ~ 2012년 3월, 기계공업상 겸직
- 전하철, 2010년 6월 4일 ~
- 곽범기, 2010년 6월 4일 ~
- 장성택, 2010년 6월 4일 ~ 2013년 12월 3일, 국방위원회 부위원장 겸직
- 김용진, 2010년 6월 4일 ~
- 리철만, 2010년 6월 4일 ~
- 김인식, 2010년 9월 ~
- 강석주, 2010년 9월 ~
- 김덕훈, 2010년 9월 ~  , 자강도 인민위원장
- 임철웅, 2010년 9월 ~  , 철도성 참모장

- 리무영, 2011년 5월 - , 화학공업상 겸직
- 리철만 2012년 4월 ~
- 리철만 2013년 4월 ~ , 농업상 겸직
- 최영건, 2014년 6월 19일 - 2015년

## 같이 보기
- 조선민주주의인민공화국의 지도자 목록
- 조선민주주의인민공화국의 국가 원수
- 조선민주주의인민공화국의 주석
- 조선민주주의인민공화국의 정치